# هانتینگتون (ویرجینیای غربی)
هانتینگتون(به انگلیسی: Huntington) شهری در ایالت ویرجینیای غربی کشور ایالات متحده آمریکا است که جمعیت آن در سرشماری سال ۲۰۱۰ میلادی، ۴۹٬۱۳۸ نفر بوده‌است.

## نگارخانه

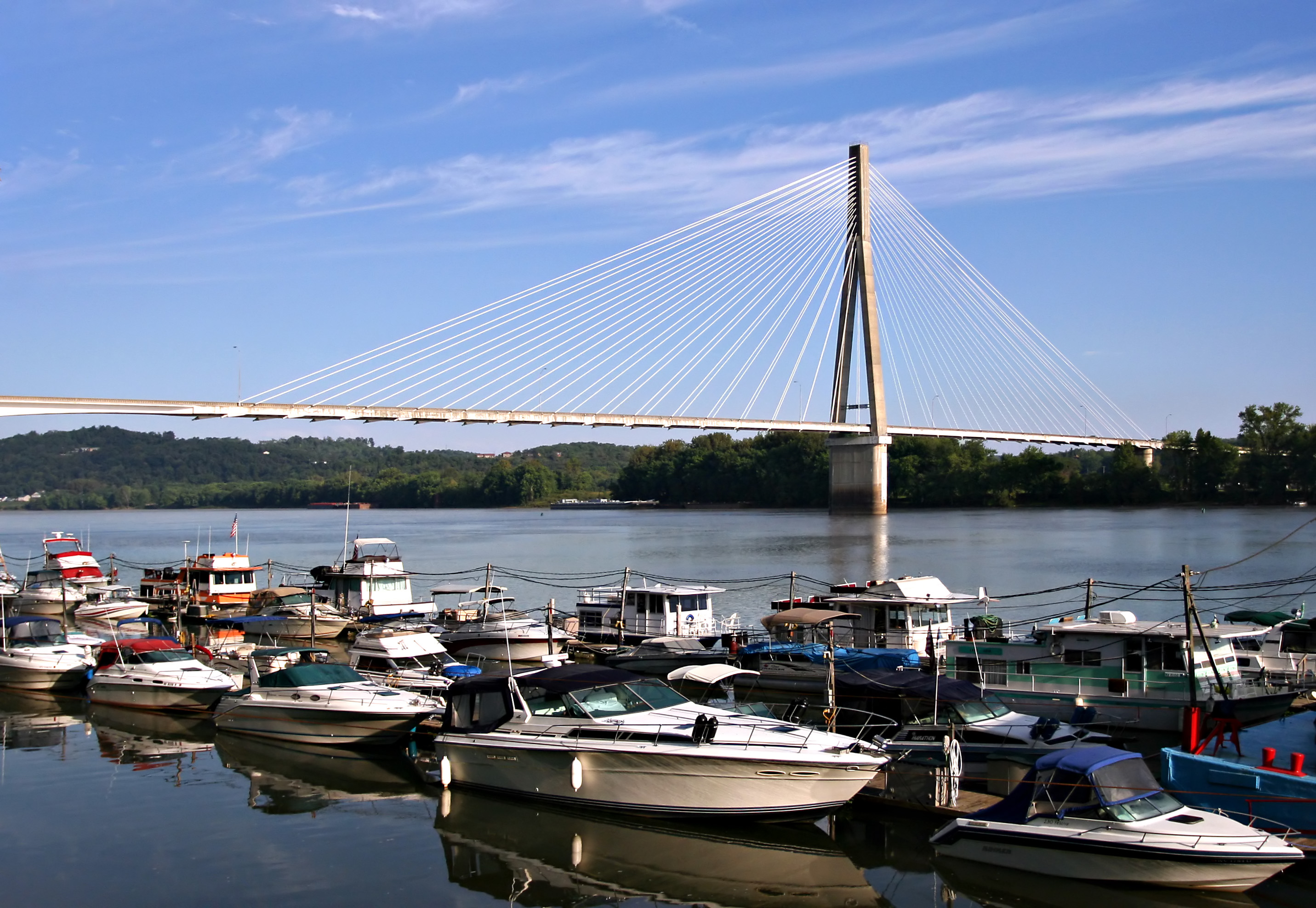
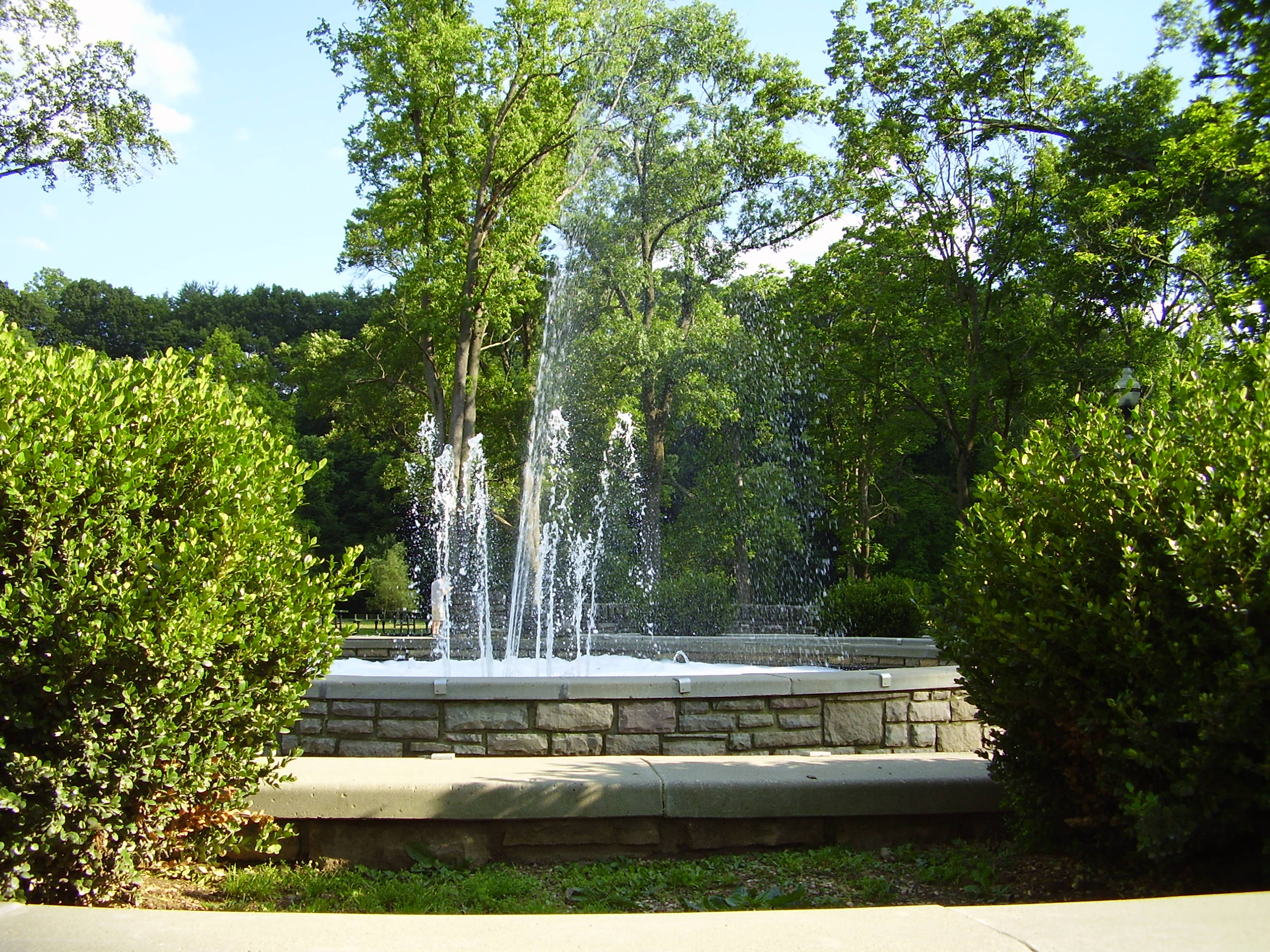
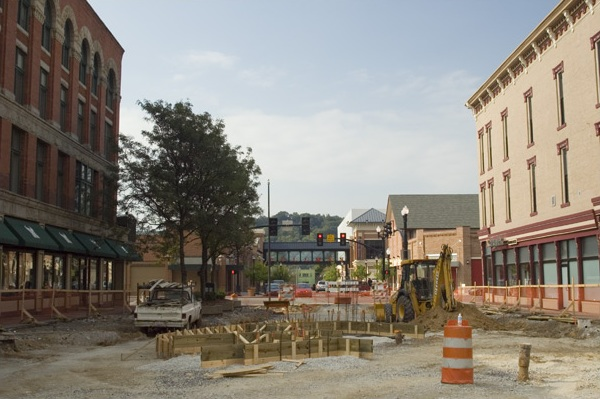
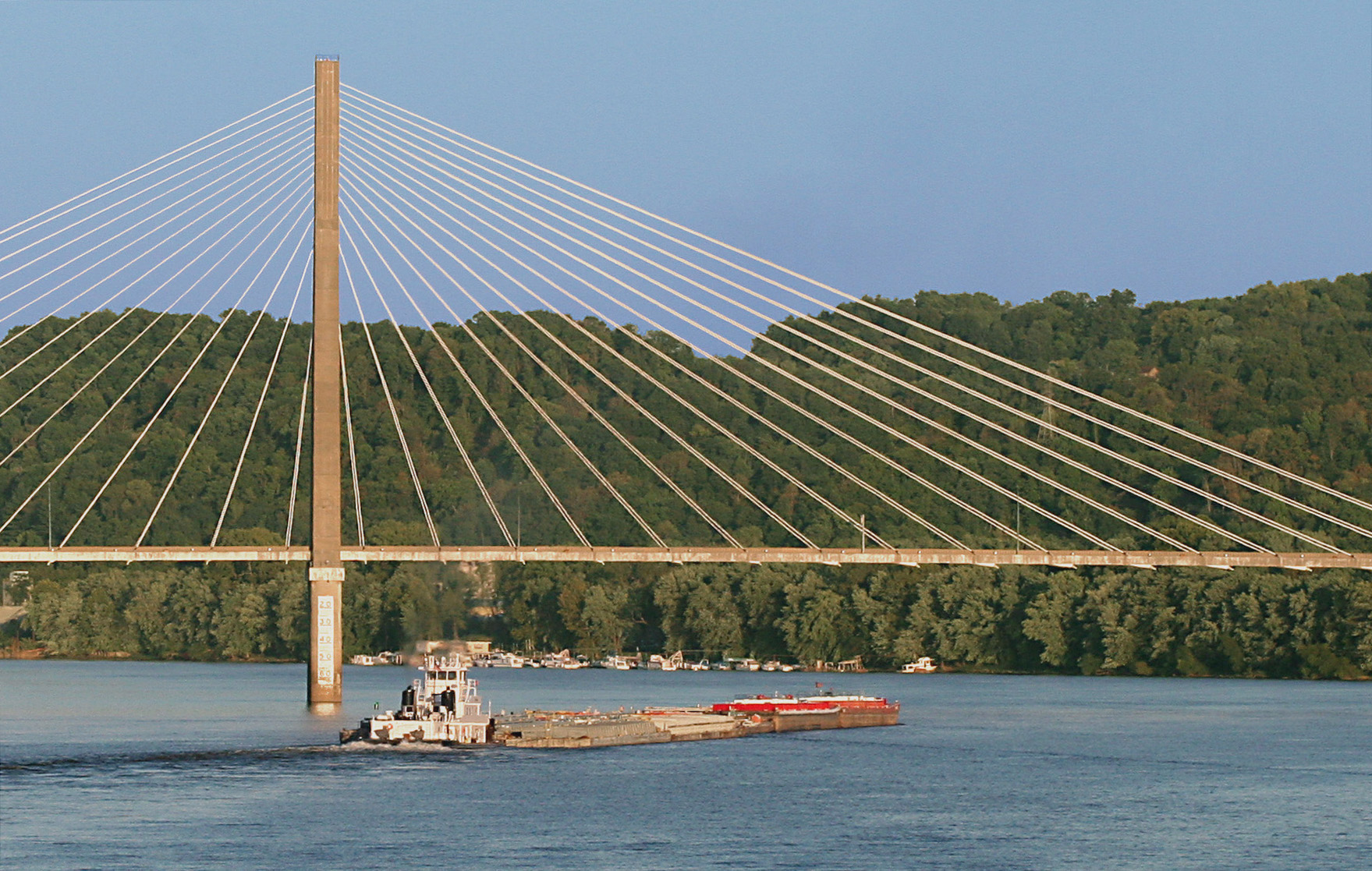
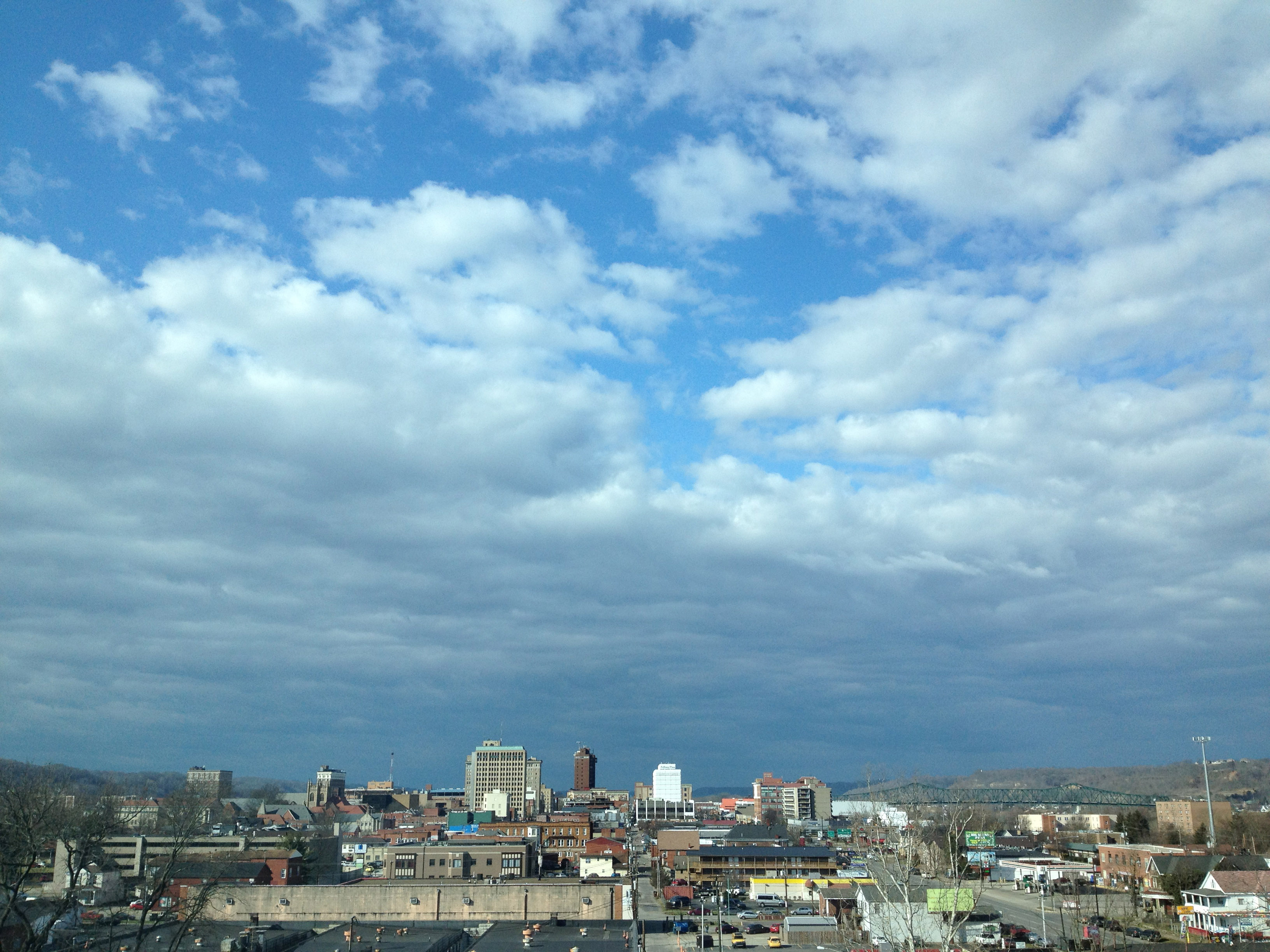
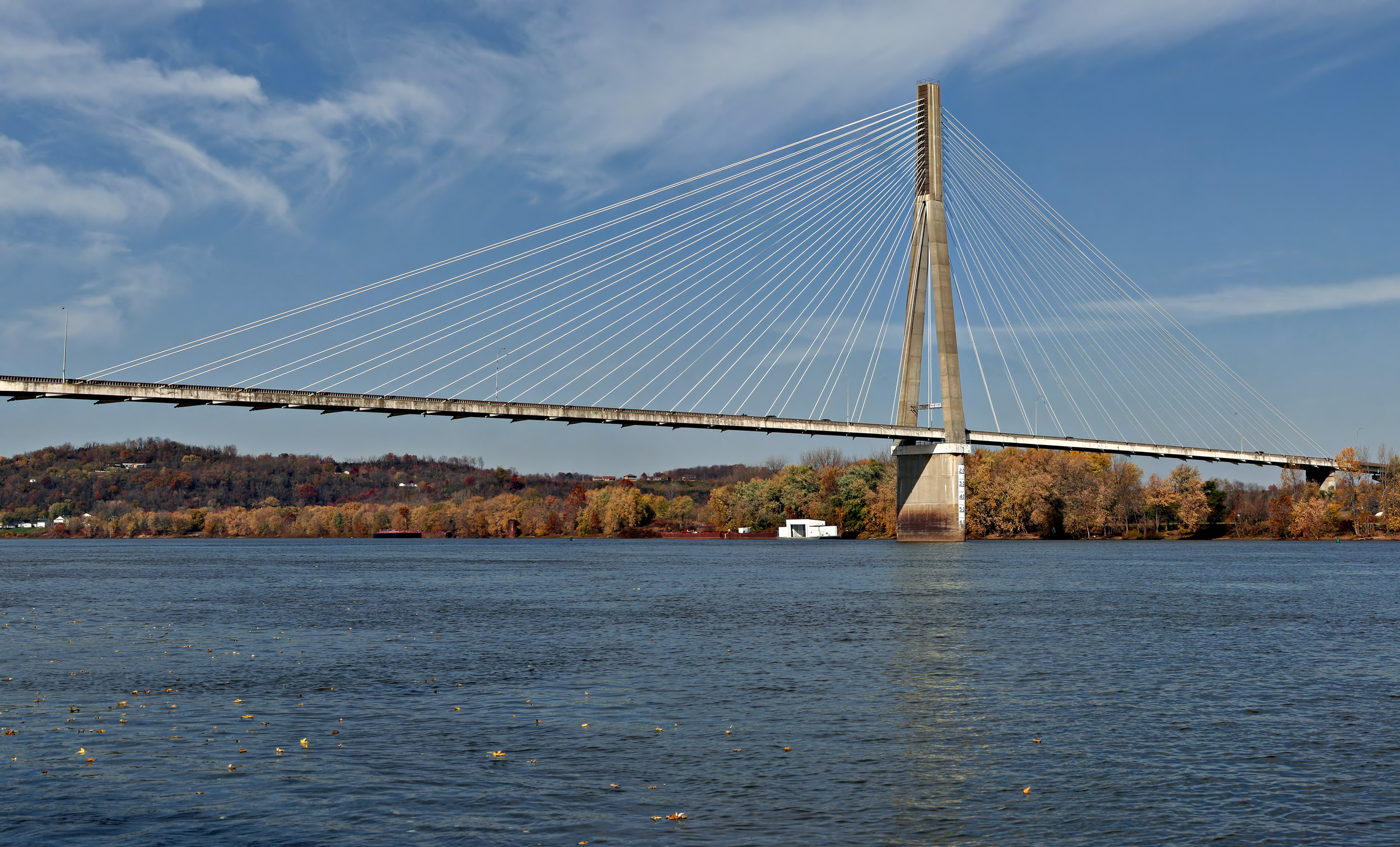
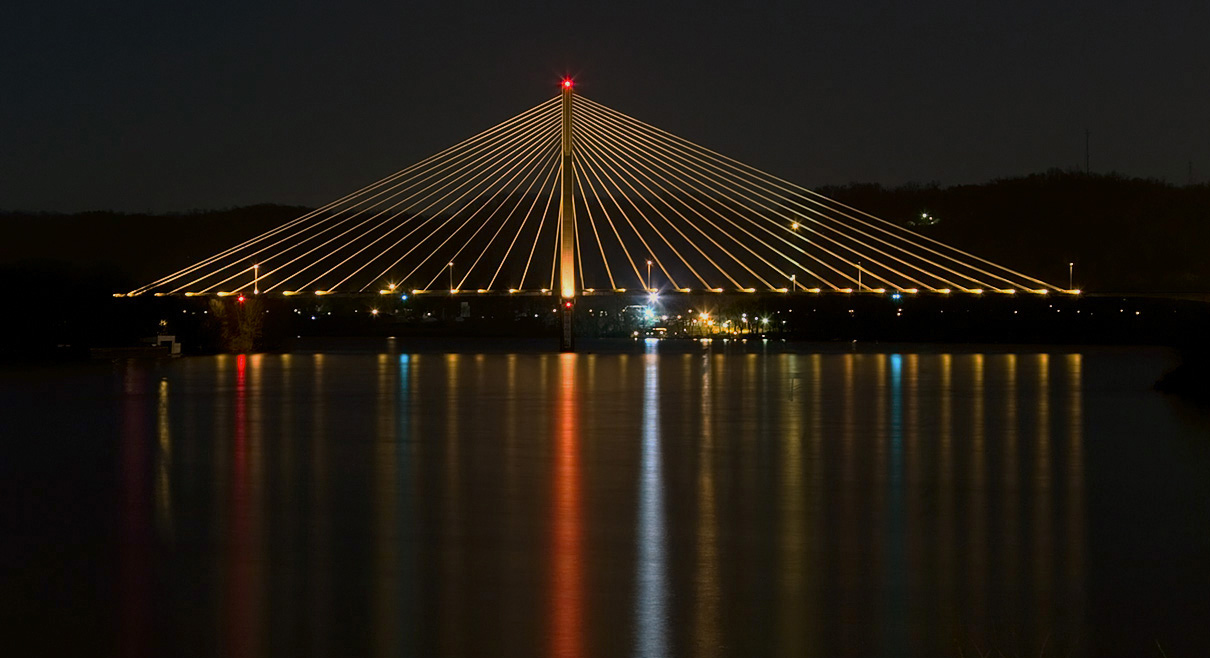